# Charlie Kimball
Charlie Kimball (né le 20 février 1985 à Chertsey, Surrey) est un pilote automobile américain évoluant en IndyCar Series.

## Débuts
Sa carrière en monoplace débute en 2002 lorsqu'il prend part au Barber Pro Series, un championnat Dodge. Il achève cette saison à la 10e finale.

Il court aussi entre-temps en SCCA Formula Ford où il parvient à décrocher 3 victoires.
En 2003, il court dans le championnat de Formula Ford aux États-Unis où il remporte 2 victoires, ainsi que dans le championnat analogue au Royaume-Uni qui le voit crédité d'1 succès.
Il reste en Formula Ford britannique en 2004 et participe à la totalité du championnat, 2 victoires et 11 podiums récoltés lui permettent de terminer 4e du championnat.
Ses performances l'amène en Formule 3 britannique en 2005, il continue d'impressionner en enchaînant 5 victoires sur la saison et obtient une 2e place finale au classement derrière son coéquipier Alvaro Parente. Il arrive tout naturellement en Formule 3 Euroseries en 2006 et obtient 1 victoire, ainsi que 2 autres podiums.

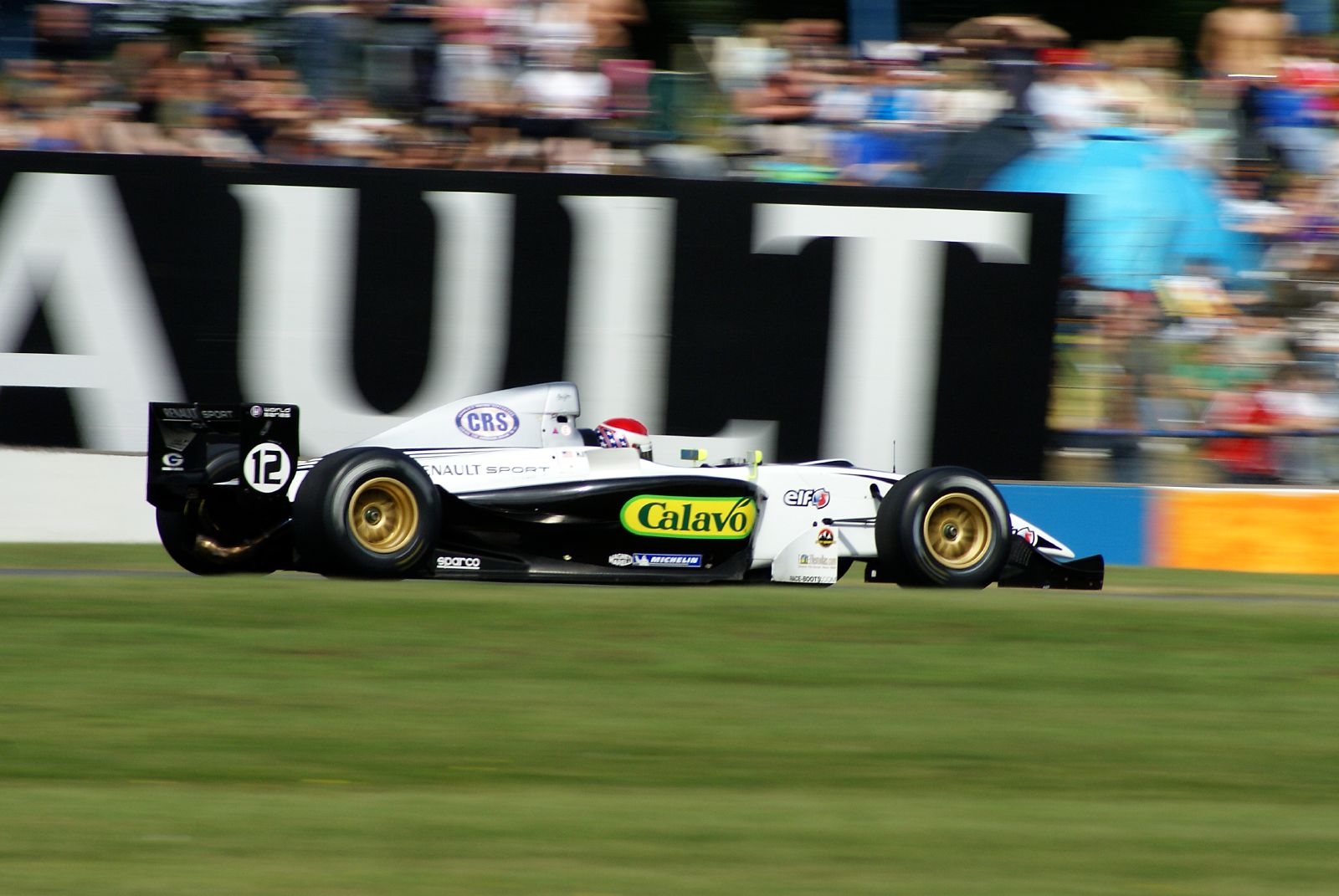
Charlie Kimball, en World Series by Renault, en 2007.

En 2007, il s'engage avec le Victory Engineering (en) en World Series by Renault et court aux côtés de Giedo Van der Garde. C'est lors de cette année-là qu'il connait un vrai tournant dans sa vie: il apprend qu'il est atteint d'un diabète de type 1 et qu'il ne peut courir que s'il suit un traitement particulier, il ne termine pas la saison et décide de faire une pause quelque temps, afin de se soigner et de décider de son avenir.
Après cette période de convalescence, il décide de continuer sa carrière de pilote automobile et retourne en 2008 en Formule 3 Euroseries pour 6 courses, il réussit à décrocher une 2e place à Hockenheim et participe également aux 2 manches de Zandvoort en A1 Grand Prix.

## Indy Lights
En 2009, Charlie Kimball rejoint l'Indy Lights en signant avec l'équipe PBIR. Il explique que l'un des facteurs de son retour aux États-Unis était de vouloir augmenter la sensibilisation au diabète dans son pays d'origine.
Cette même année, il réussit à signer une 4e place à Watkins Glen et termine 10e au classement général.
Pour la saison 2010, il rejoint l'AFS Racing (en) et par après le Andretti Autosport, il signe 5 podiums et finit à la 4e place du championnat. Ses performances lui permettent de monter dans la catégorie reine.

## IndyCar Series

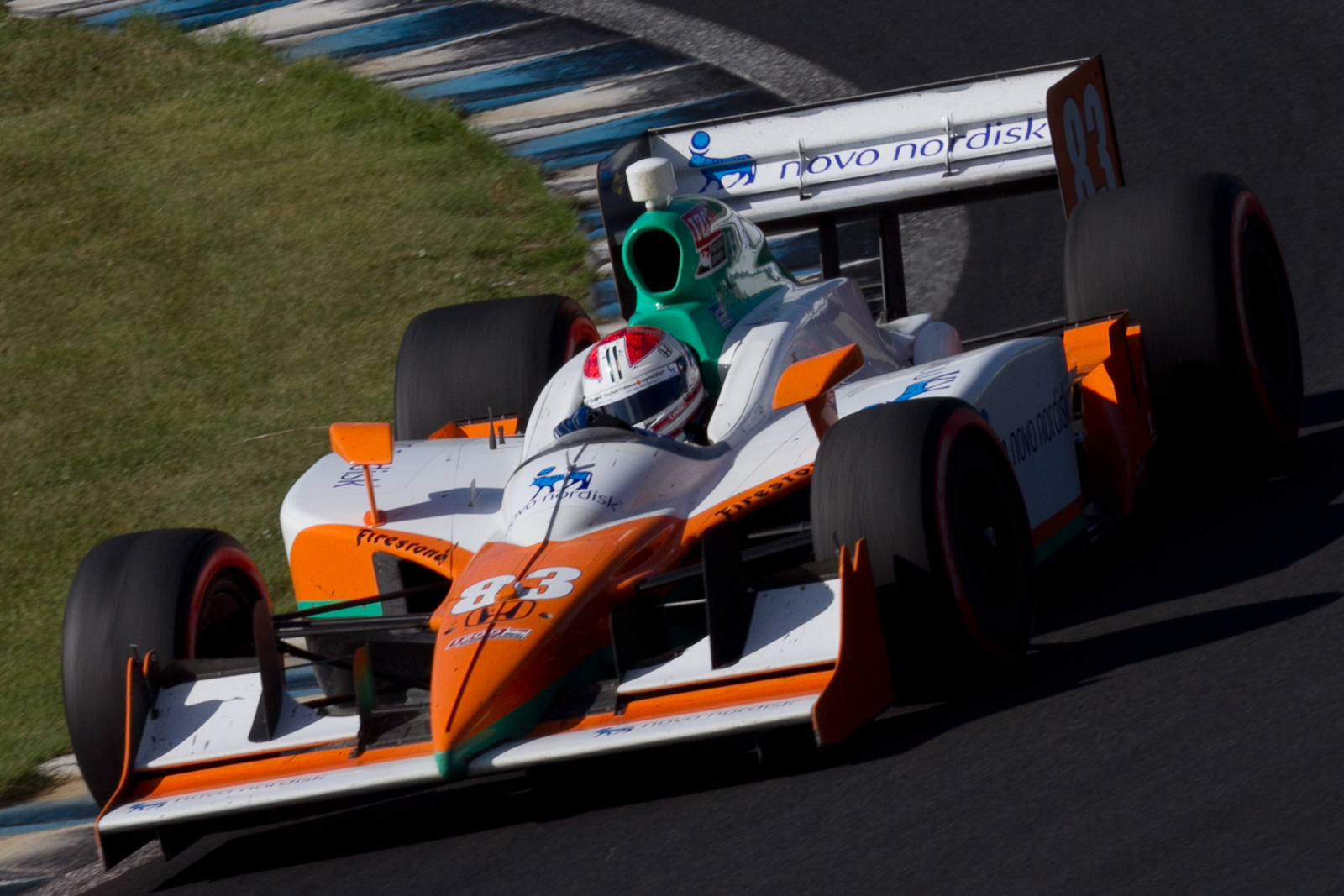
Charlie Kimball en 2011, lors de l'Indy Japan 300 en IndyCar Series.

En 2011, il est engagé dans l'équipe du Chip Ganassi Racing et réussit à décrocher son 1er top 10 en Alabama, il en récolte un autre à Loudon avec la 9e place.

Il réussit à se qualifier pour les 500 miles d'Indianapolis à la 29e place et réalise une course très correcte en terminant 13e, ce qui lui permet de terminer 2e meilleur rookie de l'épreuve derrière J. R. Hildebrand, 2e de la course.
Pour la saison 2012, il roulera toujours pour son équipe actuelle et garde bon espoir de progresser.
Il rejoint l'aventure Carlin en 2018.

## Vie personnelle
Charlie Kimball est né en Angleterre mais a grandi à Camarillo en Californie, son père était impliqué dans la conception et dans l'ingénierie en Formule 1 et en IndyCar Series.

En 2007, il a été diagnostiqué d'un diabète de type 1, ce qui a nécessité d'une hospitalisation et d'un traitement toujours en cours. Il doit disposer d'une voiture équipée d'un système capable de lui fournir de l'insuline lors des week-ends de course.

Faisant preuve d'un grand courage et surprenant bon nombre d'admirateurs de le voir réussir de belles performances malgré sa maladie, la société pharmaceutique danoise Novo Nordisk, spécialisée dans les traitements contre le diabète, est devenue son principal sponsor depuis 2011.

## Carrière
- 2002 : Formule Dodge, 10e
- 2003 : Formule Ford 2000 USA, 3e (2 victoires)
  - Formule Ford britannique Winter Series, 3e (1 victoire)
- 2004 : Formule Ford britannique, 4e (2 victoires)
  - Formule Ford Nouvelle-Zélande, 18e (3 victoires)
- 2005 : Championnat de Grande-Bretagne de Formule 3, 2e (5 victoires)
- 2006 : Formule 3 Euroseries, 11e (1 victoire)
- 2007 : World Series by Renault, 24e
- 2008 : Formule 3 Euroseries, 17e
- 2008-2009: A1 Grand Prix, 11e
- 2009 : Indy Lights, 10e
- 2010 : Indy Lights, 4e
- 2011 : IndyCar Series, 19e
- 2013 : Victoire aux 24 Heures de Daytona

## Résultats aux500 milesd'Indianapolis
| Année | Châssis | Moteur    | Départ | Arrivée | Équipe              |
| ----- | ------- | --------- | ------ | ------- | ------------------- |
| 2011  | Dallara | Honda     | 29     | 13      | Chip Ganassi Racing |
| 2012  | Dallara | Honda     | 14     | 8       | Chip Ganassi Racing |
| 2013  | Dallara | Honda     | 19     | 9       | Chip Ganassi Racing |
| 2014  | Dallara | Chevrolet | 26     | 31      | Chip Ganassi Racing |
| 2015  | Dallara | Chevrolet | 14     | 3       | Chip Ganassi Racing |
| 2016  | Dallara | Chevrolet | 16     | 5       | Chip Ganassi Racing |
| 2017  | Dallara | Honda     | 16     | 25      | Chip Ganassi Racing |